# 口腔ケア用のブラシ
口腔ケア用のブラシ（こうくうケアようのブラシ）とは、器質的口腔ケアにおいて用いられる清掃用具を指す。

## 概要
口腔ケアは、器質的口腔ケアと機能的口腔ケアに大別できる。器質的口腔ケアは、口腔内を清潔に保ち細菌を除去することを目的とし、おもに口腔清掃により達成できる。機能的口腔ケアは、摂食・嚥下などの口腔機能を維持・改善することを目的とするケアである。
特に高齢者においては健康維持のために口腔ケアが欠かせない。口腔ケア用のブラシとしては、通常は一般用の歯ブラシが用いられている。ただし、口内の粘膜部の清掃も行う必要があるため、ティッシュやスポンジなどを用いたケアも行われる。粘膜部の清掃用のブラシも開発されており、通常の歯ブラシに比べて毛先が柔らかい。幅が広いものや球状のものがある。例えば、360度歯ブラシも口腔ケアに用いられている。特に、頬粘膜、口蓋、口唇の裏側、義歯をはずした後の歯肉、舌の清掃に適しており、口腔内細菌、食物残渣、痰などの汚れを効率よく除去できる。
高齢者に多い誤嚥性肺炎は、口腔内細菌が誤って気道に入ることで発症する。近年、誤嚥性肺炎の予防法として、適切な口腔ケアによる効果が多くの研究者によって明らかにされてきている。

## 種類
- 歯ブラシ（介護用歯ブラシ）
- 360度歯ブラシ
- ガーゼ
- 舌ブラシ
- 使い捨て口腔内清浄用スポンジ
- 使い捨て口腔内清浄用綿棒
- ストレッチ用ブラシ

などがある。